# San Juan del Puerto (Spanyolország)
San Juan del Puerto község Spanyolországban, Huelva tartományban. San Juan del Puerto Huelva, Gibraleón, Trigueros, Moguer és Niebla községekkel határos. Lakosainak száma 9811 fő (2024).

## Népesség
A település népessége az utóbbi években az alábbiak szerint változott:
| Lakosok száma | 5961 | 6560 | 7204 | 8049 | 8374 | 8743 | 8949 | 9300 | 9503 | 9811 |
|               | 2001 | 2004 | 2006 | 2009 | 2011 | 2014 | 2016 | 2019 | 2021 | 2024 |